# Grabern
Grabern è un comune austriaco di 1 525 abitanti nel distretto di Hollabrunn, in Bassa Austria; ha lo status di comune mercato (Marktgemeinde).